# Рибицька Марія Іпатіївна
Марі́я Іпа́тіївна Риби́цька (Рибі́цька; нар. 1872, Житомир — пом. 1970 (за іншими даними, 1969), Одеса) — українська піаністка і музичний педагог. Професор Одеської консерваторії.

## Життєпис
Закінчила Київське музичне училище (клас фортепіано В. В. Пухальського) та Петербурзьку консерваторію (1910—1914, клас Г. М. Єсипової) зі званням «вільного художника».
Виступала в концертах у різних містах.
З 1914 — в Одесі, де епізодично виступала з сольними концертами, виконуючи класичний репертуар і твори українських композиторів В. Косенка, Л. Ревуцького та ін.
Марія Іпатіївна здійснила художню редакцію Сонати Л. Ревуцького, а також піаністичну редакцію трьох етюдів В. Косенка з циклу «Етюди у формі старовинних танців».
1914—1959 — викладач, згодом завідувач кафедри Одеської консерваторії.
Професор Рибицька виховала понад 80 музикантів, серед яких проф. О. Александров, проф. І. Сухомлинов, Н. Кириченко, О. Коренюк, Л. Залевська, Н. Довгаленко, проф. І. Балашова, проф. К. Данькевич, проф. А. Харченко, Е. Уманський, І. Баранова-Дейкун, проф. В. Кузікова, В. Іваницька та ін.

## Праці
- М. Рибіцька. Апарат піаніста в процесі гри на фортепіано. — 1952